# Вітакер (Пенсільванія)
Вітакер (англ. Whitaker) — місто (англ. borough) в США, в окрузі Аллегені штату Пенсільванія. Населення — 1179 осіб (2020).

## Географія
Вітакер розташований за координатами 40°24′2″ пн. ш. 79°53′7″ зх. д. / 40.40056° пн. ш. 79.88528° зх. д. (40.400510, -79.885399).  За даними Бюро перепису населення США в 2010 році місто мало площу 0,85 км², з яких 0,77 км² — суходіл та 0,09 км² — водойми.

## Демографія
Згідно з переписом 2010 року, у селищі мешкала 1271 особа в 542 домогосподарствах у складі 344 родин. Густота населення становила 1492 особи/км².  Було 606 помешкань (711/км²).
Расовий склад населення:
| - 85,8 % — білих - 12,0 % — чорних або афроамериканців |

До двох чи більше рас належало 1,5 %. Частка іспаномовних становила 1,4 % від усіх жителів.
За віковим діапазоном населення розподілялося таким чином: 21,5 % — особи молодші 18 років, 62,9 % — особи у віці 18—64 років, 15,6 % — особи у віці 65 років та старші. Медіана віку мешканця становила 41,6 року. На 100 осіб жіночої статі у селищі припадало 92,3 чоловіків;  на 100 жінок у віці від 18 років та старших — 89,4 чоловіків також старших 18 років.
Середній дохід на одне домашнє господарство  становив 49 046 доларів США (медіана — 38 750), а середній дохід на одну сім'ю — 56 980 доларів (медіана — 43 375). Медіана доходів становила 40 417 доларів для чоловіків та 33 269 доларів для жінок. За межею бідності перебувало 18,2 % осіб, у тому числі 28,8 % дітей у віці до 18 років та 13,2 % осіб у віці 65 років та старших.
Цивільне працевлаштоване населення становило 622 особи. Основні галузі зайнятості: освіта, охорона здоров'я та соціальна допомога — 26,5 %, мистецтво, розваги та відпочинок — 15,4 %, роздрібна торгівля — 14,3 %.